# Aeropuerto de Punta Patiño
El aeropuerto de Punta Patiño es un aeródromo público panameño que sirve a la reserva natural Punta Patiño ubicada en la provincia de Darién. El aeropuerto está localizado en una zona remota sin acceso vial.

## Información técnica
La pista de aterrizaje está orientada en paralelo a la costa del golfo de San Miguel. La pista de aterrizaje es de césped y mide 1.060 metros en longitud. 

## Aerolíneas y destinos
En 2017, Air Panama ofrecía vuelos chárter a Punta Patiño desde el Aeropuerto Internacional Marcos A. Gelabert en la Ciudad de Panamá.